# Uzbekiske kvinder
Uzbekiske kvinder er en dansk dokumentarfilm instrueret af venstrefløjsdebattøren Tørk Haxthausen efter eget manuskript. Filmens produktionsår er 1982.
Filmen havde dansk biografpremiere i Delta Bio i København den 4. april 1984, hvor filmen blev vist sammen med en anden film af Tørk Haxthausen, Uzbekistan 82. Filmen blev senere samme år den 27. juni sendt på Danmarks Radios tv-kanal.

## Handling
Et usbekisk bryllup er en stor og larmende affære, som varer mindst tre dage, og som fortæller meget om familiemønstret. Sådan lyder det i starten af denne film, som handler om kvindernes stilling i den socialistiske republik, Usbekistan. Filmen skildrer indgående et bryllups rituelle forløb, indeholder interviews med kvinder i forskellige erhverv med henblik på såvel et historisk som et nutidigt perspektiv på emnet. Filmen sammenfatter, at selvom begge køn arbejder uden for hjemmet - i Usbekistan er der mangel på arbejdskraft - lever de gamle familiemønstre videre. "Usbekerne selv ser ingen modsætning i det, og det er der måske heller ikke?" lyder det til slut.